# Taha (Name)
Taha (arabisch طه) ist sowohl ein männlicher Vorname im arabischen bzw. im islamischen Raum (so auch im Türkischen) als auch ein arabischer Familienname.

## Herkunft
Taha stammt aus dem Koran (20:1) (siehe: Tā-Hā) und ist eine Zusammensetzung aus den Buchstaben Ṭā' und Hā'.

### Bedeutung
Über den Sinn und die Interpretation dieser Buchstaben vertreten die Koran-Exegeten zwei Meinungen: Eine Gruppe ordnet sie der Kategorie der (mutaschabih) „Mehrdeutigen“ zu, deren genaue Bedeutung nur Gott kennt. Eine andere Gruppe ordnet sie in die Kategorie der interpretierbaren Wörter.
- siehe auch: Geheimnisvolle Buchstaben

Laut einer anderen Deutung bezieht sich der Name Taha auf „Ruhe“ (abgeleitet von „ruhig“, „beruhige Dich ...“).

## Namensträger

### Vorname
- Taha Akgül (* 1990), türkischer Ringer
- Taha Balcı (* 1988), türkischer Fußballspieler
- Taha Hussein (1889–1973), arabischer Schriftsteller
- Taha Muhi ad-Din Maaruf (1924–2009), irakischer Politiker
- Taha Yasin Ramadan (1938–2007), irakischer Politiker
- Onur Taha Takır (* 2000), türkischer Fußballspieler
- Taha Tunç (* 2001), türkischer Fußballspieler
- Taha Can Velioğlu (* 1994), türkischer Fußballspieler
- Taha Yalçıner (* 1987), türkischer Fußballspieler

- Tahani al-Gebali (1950–2022), ägyptische Juristin

### Familienname
- Eslam Ahmed Taha (* 1994), ägyptischer Hammerwerfer
- Hassan Taha (* 1968), syrischer Komponist, Hornist und Oudspieler
- Jamal Taha (* 1966), libanesischer Fußballspieler
- Jufri Taha (* 1985), singapurischer Fußballspieler
- Kamal Taha (* 1937/8), syrischer Sportfunktionär
- Kamel Taha (1897–??), ägyptischer Fußballspieler
- Karosh Taha (* 1987), kurdisch-deutsche Schriftstellerin
- Khalil Taha (1932–2020), libanesischer Ringer
- Loai Taha (1989), israelischer Fußballspieler
- Mahmud Muhammad Taha (1909–1985), sudanesischer Gelehrter, Politiker und Sufi-Theologe
- Mohannad Abu Taha (* 2003), jordanischer Fußballspieler
- Moustafa Kamel Taha (1910–1969), ägyptischer Fußballspieler
- Norsillmy Taha (* 1978), bruneiischer Fußballspieler
- Rachid Taha (1958–2018), algerischer Raï-Musiker
- Razan Taha (* 1991), jordanische Schwimmerin
- Rima Taha (* 1987), jordanische Sprinterin
- Safi Taha (1923–2009), libanesisch-US-amerikanischer Ringer
- Sharael Taha (* 1981), singapurischer Politiker und Ingenieur
- Tahsin Taha (1941–1995), kurdischer Sänger
- Younes Taha (* 2002), marokkanisch-niederländischer Fußballspieler